# 冷え性

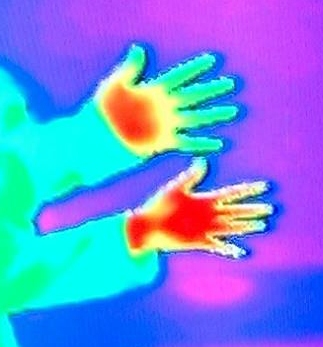
人間の手のサーモグラフィー。上の手は指先の温度が低く、冷え性の状態となっている

冷え性（ひえしょう）または、冷え症は、特に手や足の先などの四肢末端あるいは上腕部、大腿部などが温まらず、冷えているような感覚が常に自覚される状態のことである。しかし、病態として統一的な定義は確立していないため、西洋医学的には漠然とした概念として捉えられている。

## 概要
血行障害(Poor blood circulation)、特に末梢血管などでの障害により生じることがある。一般的な特徴として、身体全体には寒さを感じず、四肢など部分的に冷えを感じることが多いが、全身の冷えを訴える例もある。特に冷えの訴えの多い部位は足（脚）と手で、冬季と就寝前に強まる。また天候によっても変化する。身体的特徴（身長、体重、BMI など）と冷感との関連性は認められず、皮膚温が低いことが冷感を感じやすいことに直接つながらない。
一般に、女性は男性に比べて皮下脂肪が多いが、熱を通しにくい脂肪は、一旦冷えると温まりにくい性質がある。加えて、男性と比べ血流の多い筋肉が少ないことも起因する。女性は男性に比して寒さに強いといわれるが、冷え性の女性はエネルギーの放散が少ないため、厳寒の雪山などや水難で遭難した場合にはむしろ生存時間が長いといわれる。

## 定義
病名は西洋医学にはなく病気として扱われず、単に身体の自覚症状（不定愁訴）に過ぎないと考えられている。東洋医学では治療すべき疾患とみなされている。従って、医学界の統一的な定義は明確ではない。これは生死に直接関わるものではないため、医学界の関心は薄かった事にあると指摘されている。しかし、定義を明確にしようとする動きもあり、独自の定義を策定し診断と治療を行っている医師もいる。
冷え症の診断基準項目の例。寺澤(1987)より引用、
重要項目
1. 他の多くの人に比べて“寒がり”の性分だと思う。
2. 腰や手足、あるいは体の一部分に冷えがあってつらい。
3. 冬になると冷えるので電気毛布や電気敷布、あるいはカイロなどをいつも用いるようにしている。

参考項目
1. 身体全体が冷えてつらいことがある。
2. 足が冷えるので夏でも厚い靴下をはくようにしている。
3. 冷房のきいているところは身体が冷えてつらい。
4. 他の多くの人に比べてかなり厚着をする方だと思う。
5. 手足が他の多くの人より冷たい方だと思う。

## 統計的知見
性別では女性に多いが男性でも冷えの訴えはあり、一般人（男64名 女89名）を対象とした調査では、男性26.6%、女性 55.1%が冷えを自覚し、女子大学生においては、約半数が冷え性群で36%程度が冷えが苦痛に感じているとする報告もある。一方、男女差は無いとする報告もある。
1980年代に行われた調査では、調査対象者の約40%が何らかの冷え症状を訴えており、思春期後期の19.3歳±5.1歳で発症していると報告されている。

## 要因
「遺伝」、「疾病の病態のひとつ」、「生活習慣」など幾つかの要因が複合していると考えられている。
遺伝的な要因
1980年代から母親が冷えを訴えている場合、その子も冷えを訴える事が多いとされ遺伝的要素が関連している可能性が示唆されていたが、2000年代になり、裏付けられる知見が得られている。これは、進化の過程で飢餓への対抗手段として獲得した代謝を低下させる倹約遺伝子と呼ばれる機能のうち β3-AR 遺伝子変異が引き起こす交感神経反応の低下と報告されている。
疾病の病態
性ホルモンの変動とそれに伴う自律神経のバランスの乱れが考えられる。冷え症状が見られる女性は、周期的なホルモン変動の多いのはこのためと考えられる。更年期に至り、のぼせたり顔がほてったりするのに手足は冷える症状がでる場合があるが、同様にホルモンの変動が原因とされる。
生活習慣
間違った食習慣も冷え症の原因になる。例えば、ダイエットのため摂取カロリーのみを重要視する偏重した食事となり、炭水化物を排除し野菜のみの食事となったり、逆に炭水化物主体となり野菜、タンパク質、ビタミン、ミネラル、脂肪などの摂取不足から栄養失調を生じるためである。冷え性を訴える群には、『朝食抜き』『ダイエット中』『塩分や脂肪分の摂取が多い』とする報告がある。また、不規則な生活リズム、食事、薄着も影響を与えていると指摘されている。
冷え性との関連性が指摘されている生活習慣の例
1. 朝食抜き。
2. 不規則な生活リズム。（睡眠不足、運動不足）
3. 偏食。（副食が無く炭水化物主体の食事、動物性タンパク質の不足、ビタミンの不足）

## 症状
冷え性に伴う慢性的な血行障害が原因で、胃痛、便秘、しもやけ、腰痛、神経痛、肩こり、肌あれなどが起きうる。

## 予防・改善
冷え性は、生活習慣病の側面があるため、生活改善することである程度の予防・改善をすることが可能であり、様々な民間療法や俗説が存在している。
- 体を温める食品を摂取し、体を冷やす食品の過剰摂取は避ける[15]。
  - 体を温める食品 海の下に生える物・地面の下に生える物（生ショウガを除く）・豆・干物・発酵食品（酒を除く）・熱を加えた物・塩を加えた物・水・茶・精白精製していない物
  - 体を冷やす食品 人工的に精製したもの・生野菜・果物・嗜好品（茶を除く）・動物性脂肪
- 頭寒足熱になるようにする[15]。
  - 天然繊維靴下の重ね履きをする（化学繊維靴下は不快な暑ぐるしさを感じるようになるため避ける）。
  - 下半身はレッグウォーマーやレギンスなどを取り入れて厚着（厚着したくない場合は靴下の重ね履き枚数を増やす）とし、上半身は薄着とする。靴下と同様に化学繊維は避けて天然繊維の衣装を着用する。
  - 空気調和設備使用時は扇風機やエアサーキュレーターなどを利用して天井より床の方が高温になるようにする。
- 朝は早起きして、夜は寝不足にならないよう早めに寝るようにする。
- 毎日お風呂に入り、シャワーではなく浴槽に入るようにして、血流を良くする。
- 38度程度のぬるめのお湯にしっかり浸かる（全身浴）[16][17]。
- 42度程度の熱めのお湯と冷水のシャワーを交互に使う[18]。
- マッサージや、柔軟体操などを行う。
- 定期的に適度な運動や、ウォーキングを行う。階段はなるべく歩いて昇降する。有酸素運動を行う。
- 冷えを覚える部位の運動を行う。下肢の冷えにはつまさきや膝の屈伸運動や速足での歩行などを行う。
- 渇きを覚えたとき以外の不要な水分摂取は控える[19]。

## 冷え性と漢方
西洋医学では冷え性は一般には病気と見なさない場合が多く、あるいは自律神経失調症、症状によっては手指が白くなるレイノー病(en:Raynaud's phenomenon）と見なされるが、漢方医学では冷え性を未病、病気のサイン、重大な病気の誘因になると考える。
体質や性別、症状により以下のような漢方薬の処方が代表的である 。（参考：末尾の数字はツムラの製品番号である。）
- 桂枝加朮附湯（ケイシカジュツブトウ）18
- 加味逍遙散（カミショウヨウサン）24
- 桂枝茯苓丸（ケイシブクリョウガン）25
- 当帰四逆加呉茱萸生姜湯（トウキシギャクカゴシュユショウキョウトウ）38
- 補中益気湯（ホチュウエッキトウ）41
- 桃核承気湯（トウカクジョウキトウ）61
- 五積散（ゴシャクサン）63
- 大建中湯（ダイケンチュウトウ）100
- 附子理中湯（ブシリチュウトウ）(ツムラになし)[22]